# Diego Latorre
Diego Fernando Latorre (Buenos Aires, 4 de agosto de 1969) é um ex-futebolista profissional argentino, que atuava como atacante. Atualmente é comentarista esportivo.

## Carreira
Comparado a Diego Maradona, Latorre estreou profissionalmente pelo Boca Juniors em outubro de 1987, aos 17 anos, contra o Platense, pelo qual também marcou seu primeiro gol. Chegou a fazer uma prolífica dupla de ataque com Gabriel Batistuta em 1991. Contratado pela Fiorentina, jogou apenas 2 vezes pelo clube.
Jogou ainda na Espanha, tendo atuado por Tenerife e Salamanca antes de voltar ao Boca Juniors em 1996. Ainda jogou no Racing, Cruz Azul, Rosario Central, Chacarita Juniors, Celaya, Comunicaciones (2 passagens) e Dorados de Sinaloa.
Latorre encerrou a carreira em 2006, quando defendia o Alacranes de Durango.

## Seleção Argentina
Latorre fez parte do elenco da Seleção Argentina que venceu a Copa América de 1991,< único torneio internacional de sua carreira.
Pela Albiceleste, foram 6 jogos e 1 gol marcado, contra o Brasil, também em 1991.

## Títulos
- Copa América: 1991